# Mompha crassinodis
Mompha crassinodis é uma espécie de mariposa do gênero Mompha pertencente à família Coleophoridae.